# Miguel Menezes
Miguel Menezes (ur. 18 lipca 1992 r. w Mafamude) – portugalski wioślarz.

## Osiągnięcia
- Mistrzostwa Świata Juniorów – Brive-la-Gaillarde 2009 – czwórka podwójna – 24. miejsce[1].
- Mistrzostwa Świata Juniorów – Račice 2010 – dwójka podwójna – 16. miejsce[1].
- Mistrzostwa Europy – Montemor-o-Velho 2010 – dwójka podwójna – 17. miejsce[1].